# Canaletto (tipografia)

Esempio di canaletto

Simbolo convenzionale ceco per indicare un canaletto.

In tipografia, per canaletto si intende un allineamento verticale fortuito di spazi bianchi. I canaletti possono accadere a prescindere dalle impostazioni di spaziatura, ma sono più evidenti con spazi interparola grandi causati dalla giustificazione e dai caratteri a larghezza fissa. Sono invece meno evidenti con i caratteri proporzionali (a larghezza variabile) per via della spaziatura stretta. Un'altra causa di canaletti è la vicina ripetizione di una parola lunga o di parole simili a intervalli regolari, come "massimizzazione" con "minimizzazione" o "ottimizzazione".
I canaletti avvengono a causa di una combinazione dell'altezza-x della typeface, dei valori assegnati alle larghezze di vari caratteri e del livello di controllo sulla spaziatura tra i caratteri e tra le parole. Le typeface più larghe sono più inclini a esibire canaletti, dato che permettono poco controllo sulle spaziature. Anche aumentare lo spazio tra i periodi può esagerare l'effetto canaletto. Applicazioni più sofisticate offrono più controllo.
I tipografi cercano di minimizzare o eliminare i canaletti. In Finer Points in the Spacing & Arrangement of Type, il tipografo canadese Geoffrey Dowding spiega quanto segue.
Altri termini correlati sono lago e buche (lakes e holes), che si riferiscono a un gruppo di canaletti adiacenti o intrecciati che area più vuota intorno a un blocco di testo.